# Skänninge nunnekloster

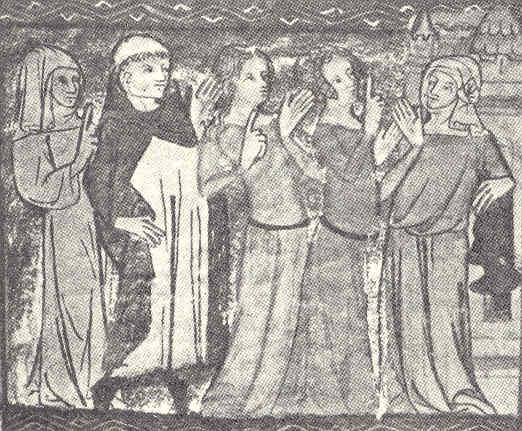
Tillsammans med en grupp rika och fromma kvinnor öppnade Petrus de Dacia ett av landets två kvinnliga dominikankonvent i Skänninge.

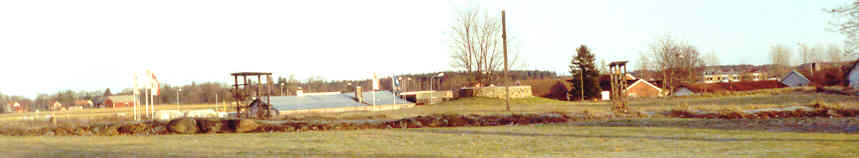
Ruinerna efter S:ta Ingrids kloster i Skänninge.

Skänninge nunnekloster, även kallat S:ta Ingrids kloster och S:t Martins kloster, var ett dominikankloster i Skänninge, nuvarande Mjölby kommun i Östergötland. Klostret låg i Skänninge vid S:t Martins kyrka nordväst om Skenaån. Det är känt från 1272 till reformationen. Det var det första av endast två dominikankloster för kvinnor i Sverige före reformationen.   

## Historia

### Grundande och uppkomst
Klostret grundlades 1272 av Ingrid Elofsdotter (Elofssönernas ätt), Ingrid Elofsdotter vallfärdade till Rom flera gånger under sitt liv, och beslöt sig vid makens död för att ägna resten av sitt liv åt religionen. Efter att hon hade grundat klostret blev hon dess abbedissa och ägnade resten av sitt liv åt det. Klostret invigdes den 12 augusti 1281. Kung Magnus Ladulås utfärdade 1282 skydds- och privilegiebrev för Skänninge nunnekloster. 
Skänninge nunnekloster hette ursprungligen formellt S:t Martins kloster, uppkallat efter Martin av Tours, det västerländska klosterväsendets grundare. Det byggdes vid Sankt Martins kyrka, som troligen tidigare varit sockenkyrka. Man byggde in den gamla kyrkan i konventskomplexet. Liksom stadens munkkloster, S:t Olof, tillhörde även nunneklostret dominikanorden. 
Ingrid Elofsdotter mottog av sina bröder, Johan Elofsson och Anders Elofsson, godsen Nyckelby i Västra Stenby socken och Medhamra i Hagebyhöga socken, båda i Aska härad, samt gods på Öland till klostret. Hon mottog även donationer från sin syster, Kristina Elofsdotter. De fyra syskonens släkt, Elofssönernas ätt, tillhörde rikets dåvarande högsta aristokrati. Förutom fädernegodsen ägde ätten också gårdar i Ottenby på Öland. Johan Elofsson var riddare av Tyska Orden i Livland och svärfar till Upplandslagmannen och riddaren Birger Persson, heliga Birgittas far.

### Verksamhet och storhetstid
Ingrid Elofsdotter avled den 2 september 1282. Hon blev vid sin död betraktad som ett helgon, och Skänninge blev föremål för vallfärder, något som gav klostret en god ekonomi. Vid medeltidens slut kallades klostret ofta S:ta Ingrids kloster.  
Skänninge nunnekloster blev en svår rival till stadens munkkloster och gynnades mer ekonomiskt. År 1353 donerade kung Magnus Eriksson Bjälbo kungsgård till klostret. Nunneklostret föredrogs också framför munkklostret som begravningsplats av stormannafamiljerna, som i samband med begravningarna skänkte stora gåvor till nunneklostret. År 1504 utökades klostret rikedom ännu mer, när systrakonventet i Kalmar flyttade till Skänningeklostret, som därmed övertog Kalmarklostrets tillgångar. S:ta Ingrids konvent fick nu disponera över kalmarkonventets jordegendomar och övriga tillgångar och privilegier.  
S:ta Ingrid blev aldrig kanoniserad och fick aldrig status som helgon, men påven medgav att hon fick translationeras. Det innebar en skrinläggning av hennes kvarlevor, och den ägde rum år 1507 under stora högtidligheter. Det betraktas som en av dominikanordens sista stora högtider i Sverige före reformationen. 

### Upplösning
Det sista kungliga skyddsbrevet för Skänninge nunnekloster utfärdades 1521 av Kristian II. År 1527 infördes reformationen och Sveriges kloster förbjöds att ta emot nya medlemmar, medan de redan existerande fick lämna klostren om de ville eller leva kvar på kronans bekostnad. Klostret ska ha eldhärjats år 1531. Kungen gav samma år nunnorna erbjudande om att flytta till Vadstena kloster, men de avböjde förslaget. Gustav Vasa gav 1544 order om att nunnorna från Skänninge nunnekloster, i likhet med nunnorna från Askeby kloster, skulle flyttas till Vreta kloster.    
Under 1920-, 30- och 40-talen grävdes rester av klostrets murar fram. På klostergården finns en delvis rekonstruerad brunn.

### Klostrets föreståndare
Klostret föreståndare räknas här upp med de årtal där de har blivit omnämnda. Deras verkliga ämbetsperioder kan alltså sträcka sig flera år båda framåt och bakåt från de år där de har blivit nämnda:
- 1281-1282: Sankta Ingrid av Skänninge
- 1323: Katarina
- 1333–1334: Ingrid
- 1348: Aleidis
- 1357-1377: Iliana Kettilsdotter (Puke)
- 1380: Holmborg
- 1383-1412: Ermegard
- 1430: Margit Finvidsdotter
- 1435: Ragnild Felagsdotter
- 1448: Petronilla Petersdotter
- 1491: Birgitta Petersdotter